# MidasWWW
MidasWWW — один из первых запущенных браузеров (на сегодняшний день не функционирует), разработанный в Национальной ускорительной лаборатории SLAC. Работал на операционной системе Unix и OpenVMS. Последняя версия 2.2. Исходники от 16 ноября 1992 года стали доступны в июне 2015 года на GitHub.